# Nero di Colonnata

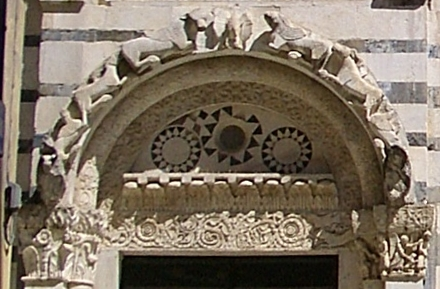
Mosaïque d'un tympan du dôme de Carrare, réalisée avec des tesselles de nero di colonnata.

Le Nero di Colonnata est une variété de marbres historiques de couleur gris foncé ou noir provenant de Colonnata, frazione de la commune de Carrare.
C'est une varietà merceologica des Alpes apuanes qui ne subdivisent pas en plusieurs variétés commerciales.
Il était extrait exclusivement de la carrière Carpenetella.
Les tympans des portails du dôme de Carrare conservent d'intéressantes mosaïques bichromes réalisées avec des tesselles,  entre autres, de nero di colonnata.